# Miguel Ramos
Miguel Ramos, né le 26 septembre 1971 à Porto, est un pilote automobile portugais. Il a participé à deux reprises aux 24 Heures du Mans.

## Biographie
Miguel Ramos parvient en sport automobile dès 1991 en pilotant dans le championnat portugais d'autocross. Il y reste durant trois années avec à la clé plusieurs victoires et deux titres en Division II (2WD voiture de tourisme) obtenus lors de ses deux dernières années d'engagement.
Il bifurque ensuite vers les courses de tourisme en participant au Troféu BMW M3/Mobil, championnat monotype qui était à l'époque le plus réputé championnat mono-marque. Il y perdure là aussi trois années et est sacré champion en 1996 à l'occasion de sa dernière saison et après avoir remporté six courses.
L'année suivante, Miguel Ramos pilote une BMW 320is dans le championnat du Portugal des voitures de tourisme. Il termine troisième du championnat, avec une victoire obtenue. Il participe également au Grand Prix de Macao.
Cette participation hors des frontières du Portugal se répète en 1998 puisqu'il s'engage dans le championnat d'Italie de Supertourisme. Manquant de connaissance des tracés rencontrés, il ne marque aucun point mais finit sixième dans le championnat des pilotes privés, avec cinq podiums. L'année suivante, il court au Japon en Toyota Super Formula. Faisant ses débuts en monoplace, il obtient finalement un podium en 2000.
L'année suivante, il revient dans la péninsule ibérique en participant au championnat d'Espagne de Formule 3. Il y dispute 13 courses et finit dixième du championnat avec 79 points. Il reste en Espagne en 2002 mais en changeant de catégorie puisqu'il pilote dorénavant une Saleen S7-R dans le championnat d'Espagne de Grand Tourisme. En duo avec Pedro Chaves, ils sont sacrés champions avec 292 points marqués.
C'est durant la même année qu'il participe pour la première fois aux 24 Heures du Mans, toujours avec la Saleen S7-R et accompagné de Pedro Chaves ainsi que de Gavin Pickering (de). Engagés au sein de l’équipe Ray Mallock Ltd., ils terminent 23e et cinquième de la catégorie GTS avec 312 tours effectués. 
Sa carrière s'oriente dès lors vers l'endurance automobile avec comme engagement principal le championnat FIA GT. Il y débute lors de la saison 2003 et sera engagé dans ce championnat jusqu'à l'ultime saison de ce dernier en 2009. Il obtient au total deux victoires dans le cadre des 2 Heures de Brno 2007 et des 2 Heures de Nogaro 2008,. C'est d'ailleurs lors de cette saison 2008 qu'il obtient son meilleur classement général avec une troisième place et plus de 50 cinquante points amassés.
Durant ces années où il est présent en FIA GT, Ramos se distingue également dans d'autres championnats. Ainsi, en 2003, il s'engage dans le championnat d'Europe des voitures de tourisme. L'année suivante, il participe aux Le Mans Endurance Series en catégorie LMP1. Il évolue dans le même championnat lors de la saison 2005 mais s'engage en catégorie GT1. Il remporte ainsi les 1 000 kilomètres de Spa 2005, obtient deux deuxièmes places, et participe aux 24 Heures du Mans avec l'équipe BMS Scuderia Italia. Il abandonne au bout de 67 tours. Toujours en 2005, il est sacré champion en championnat d'Italie de Grand Tourisme avec cinq victoires. Il évolue à nouveau dans ce championnat en 2006 mais avec moins de succès.
Se consacrant ensuite totalement au FIA GT, Miguel Ramos revient en Le Mans Series lors des Le Mans Series 2009 où il obtient un podium.
Le FIA GT laisse place en 2010 au Championnat du monde FIA GT1 auquel il participe au volant d'une Maserati MC12 GT1. Il termine 21e au classement général avec 28 points engrangés. 
Il rétrograde en 2011 en International GT Open où il remporte une victoire tout en revenant dans le championnat d'Espagne GT avec 2 victoires Super GT à la clé. Sa carrière en péninsule ibérique se poursuit les années suivantes avec la Coupe d'Espagne de Super GT en 2012 où il termine second ainsi qu'avec le championnat d'Espagne GT où il sacré champion Super GT en 2013. 
Concernant l'International GT Open, il y est toujours engagé en 2017, avec au passage deux secondes places en championnat Super GT et une victoire au classement général lors de la saison 2015. C'est durant cette même année qu'il retrouve le chemin de l'endurance avec le Blancpain Endurance Series, où il est toujours engagé en 2017, ainsi qu'en 24H Series avec une victoire acquise lors des 12 Heures d'Italie 2016. Il y ajoute des participations en Renault Sport Trophy avec une victoire et une troisième place au classement général en catégorie endurance lors de la saison 2016.

## Palmarès
- Troféu BMW M3/Mobil : Champion 1996 ;
- Championnat d'Espagne GT : Champion 2002, 2e et champion Super GT en 2013 ;
- Championnat d'Italie GT : Champion 2005 ;
- International GT Open : Champion 2015.

## Résultats

### Résultats aux 24 Heures du Mans
| Année | Classe | n° | Pneus | Voiture                                         | Équipe              | Équipiers                           | Tours | Pos. | Class Pos. |
| ----- | ------ | -- | ----- | ----------------------------------------------- | ------------------- | ----------------------------------- | ----- | ---- | ---------- |
| 2002  | GTS    | 68 | D     | Saleen S7-R Ford 7.0L V8                        | Ray Mallock Ltd.    | Pedro Chaves Gavin Pickering        | 312   | 23e  | 5e         |
| 2005  | GT1    | 51 | P     | Ferrari 550 GTS Maranello Ferrari F133 5.9L V12 | BMS Scuderia Italia | Fabrizio Gollin Christian Pescatori | 67    | Abd  | Abd        |